# Ventunodieciduemilatrenta Tour
Ventunodieciduemilatrenta Tour è la tredicesima tournée della cantautrice catanese Carmen Consoli, partita da Roma il 2 febbraio 2010.
Il tour si è svolto nei club e presenta in chiave rock elettronica un repertorio più ricercato della cantautrice. Si svolge in contemporanea all'Elettra Tour il quale, viceversa, si tiene nei teatri e presenta un repertorio acustico. 
Questo spettacolo venne proposto durante l'MTV Days 2010, vedendo la partecipazione di Patti Smith, e durante il concerto del 1º maggio.

## Date
- 2 febbraio 2010 -  Italia Roma
- 5 febbraio 2010 -  Italia Firenze
- 13 febbraio 2010 -  Italia Bologna
- 18 febbraio 2010 -  Italia Torino
- 20 febbraio 2010 -  Italia Pordenone
- 27 febbraio 2010 -  Italia Rimini
- 4 marzo 2010 -  Italia Milano
- 12 marzo 2010 -  Italia Taneto di Gattatico
- 19 marzo 2010 -  Italia Ancona
- 27 marzo 2010 -  Italia Ripalimosani
- 4 aprile 2010 -  Italia Catania
- 8 aprile 2010 -  Italia Napoli
- 16 aprile 2010 -  Italia Roncade

## La scaletta
1. Gamine impertinente
2. Matilde odiava i gatti
3. Mio zio
4. Un sorso in più
5. Lingua a sonagli
6. Komm wieder
7. Venere
8. Due parole
9. Fino all'ultimo
10. Devil's roof (cover delle Throwing Muses)
11. Fiori d'arancio
12. Ventunodieciduemilatrenta
13. Blunotte
14. Stato di necessità
15. Besame Giuda

## Band
| Strumento          | Nome Musicista     |
| ------------------ | ------------------ |
| voce, basso        | Carmen Consoli     |
| chitarra elettrica | Massimo Roccaforte |
| chitarra elettrica | Santi Pulvirenti   |
| batteria           | Leif Searcy        |
| tastiere e moog    | Andrea Pesce       |